# Merut Seschseschet
Merut, mit schönem Namen Seschseschet, war eine Prinzessin der altägyptischen 6. Dynastie, die diesen Titel aber wahrscheinlich nur ehrenhalber trug.

## Herkunft und Familie
Die Abstammung Meruts ist unbekannt. Die Titel ihres Mannes und der Dekorationsstil seines Grabes datieren Meruts Lebenszeit ans Ende der 6. Dynastie. Sie war verheiratet mit dem Beamten Ptahemhat, genannt Ptahi, der nur verhältnismäßig niedrige Ämter wie das eines Schreibervorstehers und eines Königsedlen bekleidete. Merut dürfte somit nicht der engeren Königsfamilie der ausgehenden 6. Dynastie angehört haben. Vielleicht bestand aber eine entfernte Verwandtschaft, da ihr schöner Name Seschseschet auch von mehreren Töchtern Tetis, des ersten Königs der 6. Dynastie, getragen wurde.

## Titel
Merut Seschseschet trug die Titel einer Königstochter und einer ältesten Königstochter.

## Grabstätte
Merut Seschseschet wurde in der Mastaba ihres Mannes westlich der Djoser-Pyramide in Sakkara beigesetzt. In der schlecht erhaltenen Grabanlage wurde eine Scheintür mit ihrem Namen gefunden.